# Combat del Congost
El combat del Congost fou un enfrontament armat produït l'any 1705 entre tropes de miquelets austriacistes revoltats a la comarca d'Osona sota el lideratge dels patriotes que havien inspirat l'anomenat Pacte dels Vigatans i les forces borbòniques comandades pel Comte de Centelles, comissionat pel Virrei de Catalunya Francisco Antonio Fernández de Velasco y Tovar. Hom el considera el primer enfrontament bèl·lic formal de l'aixecament militar austriacista del 1705.

## Antecedents
A la darreria de juny, un cop firmat ja el Tractat de Gènova amb els anglesos el 20 de juny del 1705, les tropes del líder dels Vigatans Carles de Regàs i Cavalleria entraren a Manlleu amb una partida de miquelets. Hi feren morts i incendiaren diverses cases. Poc després, Jaume Puig de Perafita, un altre cap vigatà, concentrà les seves tropes de miquelets a la Plaça de Vic i arengà la població alertant de l'enviament de tropes del Virrei Velasco.
Amb aquest pretext, Jaume Puig i Beuló pogué prendre mesures d'ordre militar sense que els botiflers de Vic s'hi poguessin oposar. S'ordenà el tancament dels portals i es prengueren mesures defensives, amb la qual cosa acabava d'iniciar-se l'aixecament militar austriacista del 1705. El Virrei nomenà el Comte de Centelles cap de les tropes borbòniques i li ordenà de sufocar l'aixecament militar.

## L'enfrontament
El 29 de juliol del mateix any, el diputat militar de la Generalitat Climent Solanell i el coronel Manegat que comandaven uns 400 homes es dirigia a la vila de Centelles. Amb ells s'havia de reunir el Marquès de Sant Telm i tres esquadrons. Des de Centelles, amb l'ajuda de la gent del poble, pensaven ocupar l'austriacista Vic. Els vigatans els sorprengueren quan provaven d'entrar a la Vegueria de Vic a través del congost del Riu Congost, afluent del riu Besòs, dispersant-los i prenent-los molt armament.
Les tropes borbòniques es referen i intentaren de nou d'entrar a la Plana de Vic, aquest cop amb 800 homes. Aquesta batalla dirigida hàbilment pel General Moragues significà la derrota de nou dels assaltants.

## Conseqüències
El mateix Comte de Centelles acabà per unir-se a les tropes revoltades dels Vigatans.